# Amauris jacksoni
Amauris jacksoni är en fjärilsart som beskrevs av Sharpe 1892. Amauris jacksoni ingår i släktet Amauris och familjen praktfjärilar. Inga underarter finns listade i Catalogue of Life.